# Boiadeira
"Boiadeira" é o single de estreia da cantora brasileira Ana Castela, gravado e lançado em 2021. É conhecido por ter originado o apelido da cantora, que ficou conhecida pelo nome da canção, além de ter iniciado sua carreira.

## Sobre a canção

### Composição e gravação
Composição de Rodolfo Alessi, Diego Barão, Gabriel Vitor e Jota Lennon, o single conta a história de uma garota que trocou a cidade pela fazenda. Castela revelou que, inicialmente, a composição foi feita considerando que um homem a cantaria, mas quando Rodolfo descobriu que Ana era filha de uma amiga sua, resolveu pedir para que ela gravasse um vídeo cantando sua música. Segundo Ana Castela, esta se emocionou quando Alessi a perguntou se queria gravar profissionalmente a música que, à época, fez sucesso em suas redes sociais.

### Recepção
A canção atingiu, na plataforma de vídeos YouTube, 108 milhões de visualizações.

## Remix
Em abril de 2021, Castela lançou uma versão funknejo de "Boiadeira" remixado pelo produtor musical e DJ Lucas Beat. O videoclipe do remix foi lançado em julho.